# Gordon Plotkin
Gordon D. Plotkin (Glasgow, 9 settembre 1946) è un informatico scozzese.
Sviluppò la semantica operazionale strutturale (SOS) ed ha lavorato anche sulla semantica denotazionale. In particolare, le sue note su A Structural Approach to Operational Semantics del 1981 furono molto influenti.

## Biografia
Per molti anni Plotkin fu all'università di Aarhus in Danimarca. Ora è professore di informatica teorica all'Università di Edimburgo in Scozia, dove è cofondatore del laboratorio per la fondazione di informatica (LFCS). Fu eletto come Fellow of the Royal Society nel 1992.